# Троицкий (Московская область)
Тро́ицкий — посёлок в Истринском районе Московской области, входит в состав Ивановского сельского поселения. Население — 32 чел. (2010). Расположен в 33 километрах западнее Москвы, недалеко от пересечения Волоколамского шоссе и Московского Малого Кольца. Центральная кольцевая автомобильная дорога, которая будет проложена в этих краях, по проекту «отодвинут» на запад, за г. Истру.
В XIX веке это место именовалось как «Троицкий погост».
В 1917 году посёлок именовался «с. Троицкое-на-Истре».
Недалеко расположена платформа Троицкая.

## Храмы посёлка Троицкий
Посёлок Троицкий известен своими храмами: Троицкий храм (деревянный), 1-я половина XVIII века, и Троицкий храм (каменный), 1904—1913 годов постройки.

## Население
| 2002 | 2006 | 2010 |
| ---- | ---- | ---- |
| 38   | ↗43  | ↘32  |